# Robert de La Berge
Robert de La Berge, né le 24 mai 1638 à Colomby-sur-Thaon (France) et mort le 12 avril 1712 à Château-Richer (Québec), est un des pionniers de la Nouvelle-France en 1658. Il est l'ancêtre de presque tous les variantes de son nom en Amérique du Nord. Ses descendants ont eu des positions importantes au sein de l'industrie, de l'église et des États canadiens et américains. Plusieurs se sont établis sur la rive-sud de Montréal.

## Biographie
Robert de La Berge est né en France à Colomby-sur-Thaon, Normandie, dans ce qui est aujourd'hui le département du Calvados. Robert était le fils de Jacques de La Berge et Marie Poitevin qui se sont mariés le 8 mai 1636 à Colomby-sur-Thaon. Marie Poitevin était la veuve de Jacques Touchet et avait un fils, Thomas, à partir de ce mariage. Jacques et Marie ont deux autres fils : Abraham (né le 2 septembre 1640) et Guillaume (né le 15 février 1643). Abraham et Guillaume sont restés en France.
Après son arrivée au Québec, Robert signe son nom de différentes façons : Robert de la Barge (1660), Rober de Laberge (1662), Robert de Laberge (1663), Robert De la berge (1663), Rober La Berge (1663), Robert de la Bergue (1663), Robert Labarge (1665), Rober de la berge (1667), Rober la Berge (1668), Robert Laberge (1671), Robert laberge (1674), et Robert de laberge (1678).  Commence en 1680 la forme qui sera largement utilisée soit : Robert Laberge.  Puisque ses enfants et ses descendants migrent dans différentes parties du Canada des États-Unis, le nom se divise en deux épellation : La Berge et La Barge avec une combinaison d'espace ou non et de la lettre « b » en minuscule ou en majuscule.

## Source
- (en) Cet article est partiellement ou en totalité issu de l’article de Wikipédia en anglais intitulé « Robert de La Berge » (voir la liste des auteurs).